# 診療
診療（しんりょう）とは、医師や 特別な資格を有する看護師（診療看護師　NP = Nurse Practitioner） が、患者に対し 診察や治療などを行うことである。
医療機関内で行うのではなく、自宅や施設などに医師や看護師が直接 訪問して、臨時に行う診察や治療を往診（おうしん）という 。

## 医療従事者と患者関係
診療を行う上ではまず、医療従事者と患者との良好な信頼関係（ラ・ポール）を築かなくてはならない。良好な信頼関係がなくてはインフォームド・コンセントが得られず、結果として良好な結果が得られない。良好な信頼関係を形成するためには、医療従事者は
- 清潔な服装を心がける
- 診察室への入出をエスコートする
- 診療の前に自己紹介する
- 患者にリラックスしてもらう（「お待たせして申し訳ございません」等の日常会話を取り入れる）
- 話し手（患者や家族）の訴えに傾聴する

などのような、通常の人間関係を築く努力を行うことが必要である。これは尊厳ある人間同士のコミュニケーションと捉えれば自然なことである。

### 高齢者
高齢者であっても尊敬の態度で接しなければならない。おじいちゃん、おばあちゃんなどと親しげに呼ぶよりも、「○○さん」と名前を呼ぶようにする。また耳元に顔を近づけて大声で話すのではなく、普通に話す。

## 医療面接
医療面接は外来診察での問診や入院診療での回診等の、あらゆるコミュニケーションのこと。以前は医療従事者の意向を一方的に押し付ける面接をムンテラ（言葉による治療）の中の一部として行われていたが、現在ではインフォームド・コンセントを取る事を前提として面接が行われる。
面接は医療過誤を防ぐために患者の氏名を確認する。また「はい」や「いいえ」で答えられる質問ではなく、具体的に説明するように導くオープンエンドクエスチョン（「今日はどうなさいましたか？」など、患者の来院目的を明らかにする質問）により、幅広く患者の訴えを集めることから始める。傾聴中は頷くなどして傾聴していることを患者に伝える。時折、医療従事者の言葉で患者の訴えを言い直したり要約したりする事で、訴えを理解していることを伝えると共に診療に必要な情報をまとめる。最後に、他に何か訴えや疑問がないか聞く。